# Гриша Філіпов
Георгій (Гриша) Станчев Філіпов (болг. Георги (Гриша) Станчев Филипов) (13 липня 1919, Кадіївка, Україна — 2 листопада 1994, Софія, Болгарія) — один з керівників Болгарської комуністичної партії, голова Ради міністрів у 1981—1986 роках.

## Біографія
Народився у маленькому містечку Кадіївка, в Україні, в родині болгарських емігрантів. 1936 року разом із сім'єю повернувся до Болгарії. Він розмовляв болгарською із сильною російською вимовою, що не додавало йому популярності серед широкого загалу надалі. З 1938 до 1940 року навчався у Софійському університеті. 1940 року вступив до лав Комуністичної партії та брав активну участь в антифашистській пропаганді серед болгарських студентів, за що його було заарештовано 1942 року й засуджено спочатку до 12, а потім до 15 років ув'язнення. Після падіння фашизму 1944 року його було звільнено, після чого він вивчав промислову економіку й торгівлю у Москві (1951).
1966 року став членом Центрального комітету БКП, а 1974 — членом Політбюро. З 1971 до 1981 та з 1986 до 1989 був членом Народних зборів. Філіпова було визнано провідним економічним спеціалістом у болгарському уряді, і його ім'я почало асоціюватись з тенденціями економічної лібералізації.
Філіпов був дуже близьким до тодора Живкова та розглядався як його найбільш імовірний наступник. 16 червня 1981 року сформував власний кабінет після парламентських виборів. Займав цей пост до 21 березня 1986 року, коли Живков замінив його на Георгія Атанасова. Цей крок, що відбувся на тлі реформ, які проводив Михайло Горбачов в СРСР, характеризується як косметичний захід для створення ілюзії змін, болгарської версії гласності та перебудови.
Після краху соціалістичної системи 1989 року він залишив усі політичні пости, а 24 квітня 1990 виїхав з країни.
14 липня 1992 року Філіпова було заарештовано за звинуваченням у привласненні державних коштів. Помер у в'язниці, не дочекавшись початку суду.